# Kvant (časopis)
Kvant, poznati ruski fizičko-matematički časopis za učenike i studente. Izlazi od siječnja 1970. godine. Osnivači časopisa bili su akademici matematičar Andrej Nikolajevič Kolmogorov (1903. – 1987.) i fizičar Isaak Konstantinovič Kikoin (1908. – 1984.).